# Stephen Kipkorir
Stephen Arusei Kipkorir (24 ottobre 1970 – 8 febbraio 2008) è stato un mezzofondista keniota, vincitore della medaglia di bronzo nei 1500 metri piani ai Giochi olimpici di Atlanta 1996.

## Biografia
Il suo debutto internazionale da atleta avvenne il 23 marzo 1996, quando finì quattordicesimo ai mondiali di corsa campestre svoltisi a Stellenbosch, in Sudafrica. Il dottor Gabriele Rosa lo notò e lo convinse a provare i 1500 m piani. Cinque mesi dopo vinse la medaglia di bronzo olimpica.
Il suo primato personale nei 1500 m piani è stato di 3'31"87, conseguito nel luglio 1996 a Losanna. La sua ultima apparizione in una competizione internazionale è stata nel 2001.
Dopo la sua breve carriera atletica è diventato un soldato professionista. Possedeva anche una fattoria vicino a Sugoi, una zona vicina a Eldoret in cui vivevano altri atleti come Moses Tanui, Joyce Chepchumba e suo marito Aron, e David Kiptoo.
Kipkorir morì a causa di un incidente su di un veicolo militare sulla strada tra Nakuru ed Eldoret.

## Palmarès
| Anno | Manifestazione    | Sede         | Evento         | Risultato | Prestazione | Note |
| ---- | ----------------- | ------------ | -------------- | --------- | ----------- | ---- |
| 1996 | Mondiali di cross | Stellenbosch | Corsa seniores | 14º       | 35'01"      |      |
| 1996 | Mondiali di cross | Stellenbosch | A squadre      | Oro       | 33 p.       |      |
| 1996 | Giochi olimpici   | Atlanta      | 1500 m piani   | Bronzo    | 3'36"72     |      |

## Campionati nazionali
1996
- Oro ai campionati kenioti, 1500 m piani - 3'37"01
- 4º ai campionati kenioti di corsa campestre - 36'16"

1997
- Bronzo ai campionati kenioti, 1500 m piani - 3'37"0 m

1999
- 4º ai campionati kenioti, 1500 m piani - 3'38"6 m

## Altre competizioni internazionali
1996
- 8º al Nairobi International Crosscountry ( Nairobi) - 37'51"

1997
- 9º al Grand Prix Final ( Fukuoka), 1500 m piani - 4'06"12

1999
- 6º al Discovery Kenya Great Rift Valley Crosscountry ( Eldoret) - 37'38"
- 9º al Nairobi International Crosscountry ( Nairobi) - 12'16"

2006
- 7º alla Mezza maratona di Paderborn ( Paderborn) - 1h04'52"